# اوگسدورف
اوگسدورف (به آلمانی: Augsdorf) یک منطقهٔ مسکونی در آلمان است که در گرب‌اشتت واقع شده‌است. اوگسدورف  ۵۷۳ نفر جمعیت دارد و ۱۸۸ متر بالاتر از سطح دریا واقع شده‌است.